# El Sant Crist nou de Sort
El Sant Crist nou de Sort és la Capella del cementiri de la vila de Sort, dins de l'antic terme municipal primigeni, a la comarca del Pallars Sobirà.
Està situada en el fossar nou, 1,3 quilòmetres al sud de la vila, a ponent de la carretera N-260.